# Sportanzug

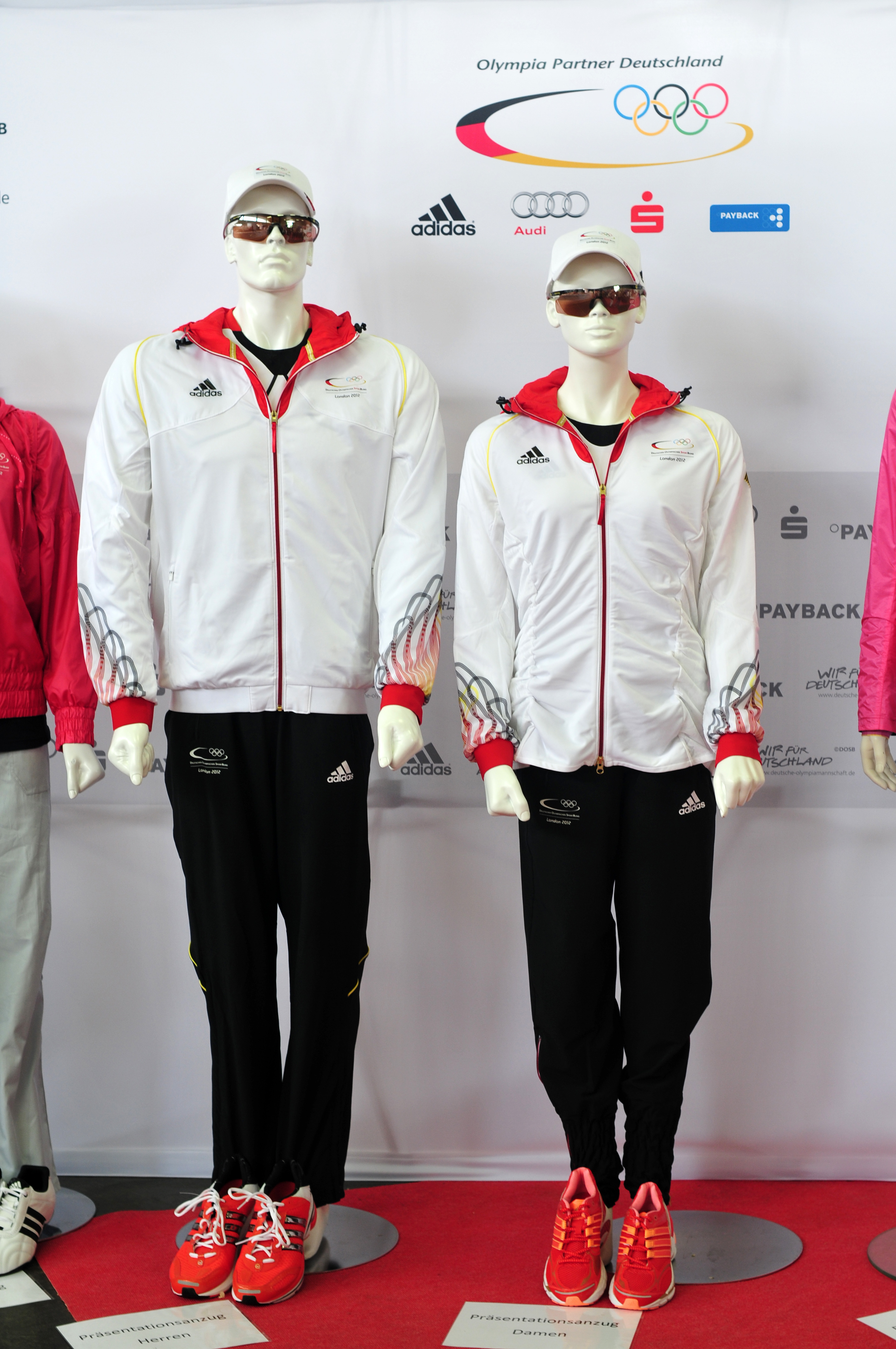
Die Sportanzüge der deutschen Mannschaft für die Olympischen Sommerspiele 2012

Sportanzüge oder Trainingsanzüge (in der Schweiz Trainer) sind in der Regel zweiteilige, leger geschnittene Anzüge, die bei verschiedenen Sportarten getragen werden, insbesondere zu Aufwärmübungen, in Pausen von Sportveranstaltungen oder in der kalten Jahreszeit. Sie bestehen gewöhnlich aus langärmeligem Oberteilen und langen Hosen.
Man unterscheidet zwischen kurzen Turnhosen und langen Trainingshosen oder Jogginghosen. Häufig ist die lange Trainings- oder Jogginghose Teil eines kompletten zweiteiligen Trainings- oder Jogginganzugs. Trainingsanzüge bestehen meist aus Jacke und Hose, das Material ist oft Nylon oder Polyester, manchmal mit einer zweiten Stofflage innen (Futter) aus Frottee, Baumwolljersey oder Netzstoff. Sporthosen werden von nahezu allen Sportartikelherstellern produziert. Weit verbreitet sind vor allem die Hosen der Marken Adidas und Nike. Sportanzüge als Einteiler werden etwa von Fußballtorwarten getragen.
Die Sporthose hat in der Regel einen Bund mit Gummizügen und Bändel zum Zuschnüren. Es gibt Hosen, die man seitlich aufknöpfen bzw. mit einem Reißverschluss öffnen kann, damit man sie vor einem Wettkampf schnell ausziehen kann, ohne die Schuhe auszuziehen, so dass die Wettkampfbekleidung zum Vorschein kommt. Während man die lange Sporthose zum Aufwärmen oder bei kühlerer Witterung trägt, wird man bei höheren Temperaturen die kurze Turnhose vorziehen.

## Arten
Es gibt vor allem zwei Arten von Sportanzügen in diesem Sinne:
- Trainingsanzüge (im eigentlichen Sinne) bestehen meist aus Jacke und Hose, das Material ist oft Nylon in unterschiedlicher Verarbeitung (z. B. Nylon-Jersey oder Fallschirm-Seide), manchmal mit einem Futter aus Frottee, Baumwolljersey oder Netzstoff. Sie sind weit geschnitten.
- Jogginganzüge sind hergestellt aus Sweatshirt-Stoff (100 % Baumwolle oder hoher Baumwollanteil), also einem saugfähigen Material zur Aufnahme des Schweißes. Sie bestehen meist aus Sweatshirt bzw. Kapuzenshirt und Hose und sind eng anliegend. Neben den zweiteiligen Modellen gibt es inzwischen auch einteilige Jogginganzüge, sie werden auch Jumpsuits genannt.

Sportanzüge spezieller Sportarten, die speziell auf diese Sportart zugeschnitten sind, werden in der Regel nicht allgemein als Sportanzüge bezeichnet, sondern spezifischer als zum Beispiel Keikogi (bei japanischen Kampfsportarten), Radsport-Anzug, Badeanzug etc.

## Geschichte
Während bis in die 1970er Jahre Sportanzüge eher pragmatisch gestaltet waren, begann in den 1970er Jahren die modische Modifizierung. Anzüge aus festen Glanznylon-Jersey etablierten sich, obenherum schmal geschnitten, aber nicht eng, die Hosen oben eng, unten mit Schlag.
In den 1980er Jahren begann der Siegeszug des Jogginganzugs aus festem Baumwolljersey. Der Schnitt war geprägt von weiten Schnitten einerseits und von Bündchen andererseits, und zwar am Bein- und Ärmelabschluss, sowie am unteren Ende des Sweatshirts und am Halsausschnitt. Durch die Bündchen ergaben sich Hosen in moderater Pumphosen-Form und blousonartige Sweatshirts, insgesamt eine eher bauschige Gestalt. Manchmal hatten die Oberteile auch Kapuze (Kapuzenpullover). Zur selben Zeit etablierte sich eine ganz neue Art von Trainingsanzügen, die eher zum Aufwärmen als zum Joggen konzipiert waren. Sie bestanden aus zwei Stofflagen: außen sehr leichte Ballonseide (glänzendes Nylon, Trilobal), innen ein Futter aus Frottee, Baumwolljersey oder Netzstoff.
In den 1990er Jahren kamen Trainingsanzüge mehr und mehr aus der Mode. Individuelle Kombinationen aus Sporthosen und Sweatshirt oder Kapuzensweatshirtjacke traten häufig an ihre Stelle. Die Trainingsjacke verschwand fast ganz aus der Sportbekleidung. Die Sporthose konnte sich in unterschiedlichsten Abwandlungen der 1970er-Jahre-Version, der Ballonseiden-Hose und der Jogginghose halten.
Im Bereich der Bodybuilding-Kultur entstanden neue Kombinationen von so genannten Bodyhosen – sehr weiten Hosen in Karottenform mit einem extrem breiten Gummizug am Bund – und Muskelshirts unterschiedlicher Art. Diese Kleidung wurde teilweise auch jenseits der Fitnessszene getragen. Komplette Anzüge waren in diesem Kontext unüblich.

## Sportanzüge außerhalb des Sports

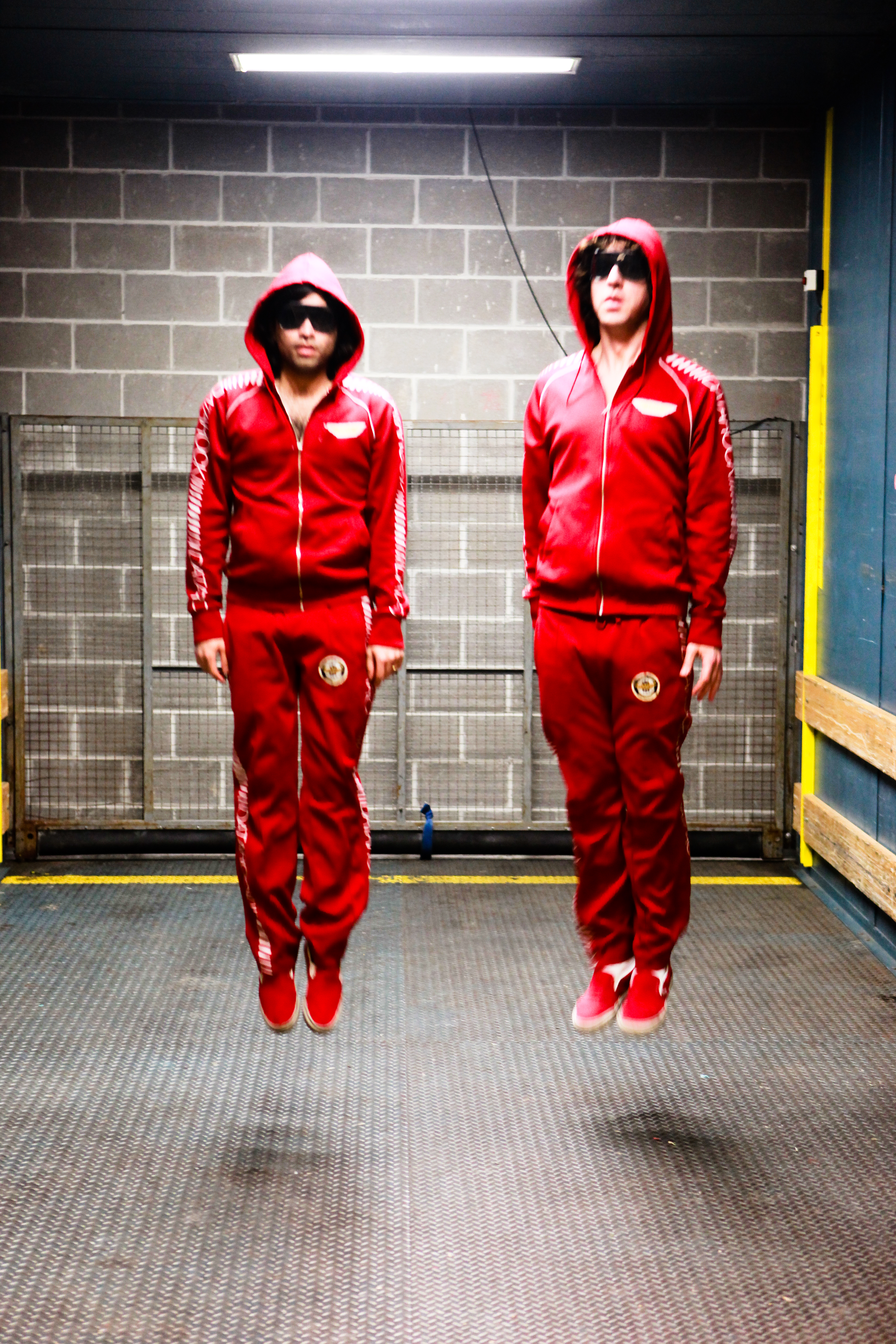
Die norwegische Elektroband Datarock in Sportanzügen

Durch ihre Bequemlichkeit wird der Sportanzug bzw. seine Hose häufig als ideale Freizeitbekleidung angesehen. Viele schätzen auch die legere, sportliche Optik, was sie allerdings gleichzeitig für viele Berufe als Berufskleidung disqualifiziert. In weiten Bevölkerungskreisen, besonders in Kreisen der Hochkultur-Milieus, gilt es als tabu, Sporthosen und -anzüge jenseits des Sports in der Öffentlichkeit zu tragen. Dies gilt als proletarisch, niveau- und kulturlos. 
In Schulen oder am Arbeitsplatz gilt das Tragen von Sportanzügen als unstatthaft. Um dem Trend entgegenzuwirken, haben Schulen teilweise Kleidervorschriften erlassen. Diese Regeln schreiben analog das Tragen von Sportkleidung (in der Regel kurze Turnhosen und T-Shirt) während des Sportunterrichts explizit vor: Sowohl aus gesundheitlichen Gründen, da sie genügend Bewegungsfreiheit dank lockerem Sitz bietet und keine gefährlichen Knöpfe oder Nieten hat, als auch aus hygienischen Gründen, da nach dem Sport wieder trockene und unverschwitzte Kleider angezogen werden müssen.
Andererseits inspirieren Trainings- und Jogginghosen auch die Mode. Nach 2010 tauchten in der Modebranche auch Jeans und Chinos in Jogginghosen-Schnitt auf, bei Jeans spricht man von Joggingjeans. Joggingjeans gab es aber bereits in den 1980er Jahren.
Popgrößen wie die Spice Girls und Eminem trugen Sporthosen auf ihren Konzerten. Teilweise wird – besonders im Hip-Hop-Bereich – ganz bewusst ein proletarischer Touch und das sogenannte Pimping bis hin zum Kult zelebriert. Die dabei getragenen Sportanzüge sind meist oversized, d. h. zu groß geschnitten. In anderen Szenen haben dagegen Klassiker der 1970er der bekannten deutschen Sportartikelhersteller einen gewissen ironisch angehauchten Kultfaktor erreicht. Seit 2009 findet am 21. Januar der von vier österreichischen Schülern initiierte Internationale Tag der Jogginghose statt. In Polen ist der Jogginganzug sowohl die typische Bekleidung als auch der Namensgeber der proletarischen, aber auf gesellschaftlichen Aufstieg orientierten Jugendsubkultur der Dresiarze (Jogginganzugträger).

## Zitat von Karl Lagerfeld
Dem Modeschöpfer Karl Lagerfeld wird das Zitat zugeschrieben: „Wer eine Jogginghose trägt, hat die Kontrolle über sein Leben verloren.“ Der Satz „Wer Jogginghosen trägt, hat die Kontrolle über sein Leben verloren“ stammt aus einem Bericht des Magazins Grazia über Lagerfelds Auftritt bei Wetten, dass..? mit Markus Lanz im Oktober 2012. In der Sendung fällt der Satz jedoch nicht. Auf die Frage von Lanz, ob er Jogginganzüge trage, antwortet Lagerfeld: „Nein […], weil man das nicht kontrollieren kann.“ Er erklärt, dass er nur enge Hosen trage, mit denen er Gewichtszunahmen genauso kontrollieren könne wie mit einer Waage.